# 辛安渡站
辛安渡站是一个汉丹线上的铁路车站，位于湖北省武汉市东西湖区辛安渡农场，建于1960年，目前为四等站，邮政编码为430045。目前客运：办理旅客乘降；行李、包裹托运；货运：仅办理整车路用货物发到。
1. ↑  铁道部电子计算技术中心, 铁道部运输局. . 北京: 中国铁道出版社. 1998: 57. ISBN 9787113030995.